# Střední průmyslová škola stavební Opava
Střední průmyslová škola stavební Opava je střední škola v Opavě, pokytující výuku stavebnictví a příbuzných oborů ve čtyřletých studijních oborech zakončených maturitní zkouškou.
Škola vyučuje obory stavebnictví (36-47-M/01), které lze studovat v ŠVP: pozemní stavitelství a konstrukce a pozemní stavitelství a architektura. Dále vyučuje obor geodézie a katastr nemovitostí (36-46-M/01) v ŠVP zeměměřictví a geoinformatika.

## Historie
Roku 1892 byla v dnešní budově školy zřízena soukromá dívčí škola. Po vzniku první Československé republiky v budově sídlila německá měšťanská škola, která ale v závěru druhé světové války vyhořela.
V roce 1922 v Opavě vznikla dvouletá střední průmyslová škola pro obor stavitelský (tesařské a zednické oddělení), která sídlila v místě dnešní SŠ průmyslové a umělecké na ulici Praskova v Opavě.
Po druhé světové válce zřídily státní stavební závody znovu dvouletou střední průmyslovou školu stavební, ta ale v roce 1952 svou činnost ukončila na základě otevření čtyřleté vyšší průmyslové školy stavební se sídlem v budově dnešní Obchodní akademie a SOŠ logistické na ulici Hany Kvapilové a SŠ zdravotnické ve Dvořákových sadech.
Už po konci druhé světové války se jednalo o opravě vyhořelé budovy na Mírové ulici pro potřeby státní hospodyňské školy, až roku 1953 bylo rozhodnuto, že se do budovy přestěhuje vyšší SPŠ stavební. V listopadu 1953 tedy započaly práce na opravě budovy, na nichž se podíleli také studenti školy pod vedením Ing. Ladislava Forejtka, který byl rovněž autorem ocelové konstrukce nové tělocvičny. Školní rok 1954/1955 byl již slavnostně zahájen v opravené budově na Mírové ulici. Roku 1956 byla dokončena stavba tělocvičny a nářaďoven. Počet žáků na škole však neustále rostl, a tak byly roku 1964 k západní straně tělocvičny přistavěny 4 nové učebny, které dnes slouží jako rýsovny, učebny informatiky a stavební laboratoř. Dále roku 1971 škola přistavěla k jižní straně původní budovy 3 nové učebny a kotelnu. Roku 2003 byla rekonstruována střecha a půdní prostory a na jaře 2004 byla rekonstruována fasáda budovy.